# Manon (film, 1949)
Pour les articles homonymes, voir Manon.
Pour plus de détails, voir Fiche technique et Distribution.
Manon est un film français d'Henri-Georges Clouzot, réalisé en 1948 et sorti en 1949.

## Synopsis
Sur un bateau qui vient d'appareiller de Marseille, des juifs, rescapés du génocide, embarquent pour immigrer illégalement vers le futur État d'Israël alors Palestine mandataire sous mandat britannique. Tandis qu'un des lieutenants du bord installe les nouveaux venus dans les cales du navire, il découvre par hasard deux passagers clandestins.
Il les mène au capitaine dont le second reconnaît l'homme grâce à la photographie d'un journal. Il s'agit de Robert Desgrieux, un assassin en fuite.
Le capitaine décide de livrer le couple à la police d'Alexandrie à son arrivée, mais, quelques jours avant celle-ci, il se laisse attendrir par la jeune femme et finit par convier dans sa cabine les deux jeunes amants. Ceux-ci se mettent alors à conter leur histoire.
Flash-back
1944, une petite ville normande ravagée par les combats.
Robert Desgrieux, jeune fils de bonne famille de Clermont-Ferrand, engagé dans les rangs des Forces françaises de l'intérieur, se voit confier par son supérieur la garde de Manon, une jeune femme sur le point d'être tondue par la foule en furie qui l'accuse d'avoir couché avec des Allemands.
Les deux jeunes gens, au sein de l'église en ruine, tombent, presque immédiatement, éperdument amoureux l'un de l'autre. Desgrieux aide Manon à s'enfuir.
Leur fuite les conduit à Paris où Manon retrouve son frère Léon. Celui-ci vit de trafics divers grâce à l'aide d'un individu surnommé Paul.
Jaloux, Desgrieux se bat avec Paul qui poursuit Manon de ses assiduités mais il doit se résoudre à se commettre dans des trafics toujours plus louches afin de subvenir aux exigences insatiables de sa compagne.
Après diverses turpitudes qui l'auront notamment conduit à fréquenter le lupanar de Mme Agnès, Manon annonce bientôt à son amant qu'elle le quitte pour un major de l'U.S. Army qui lui a offert de l'épouser. Ravagé par la douleur, Desgrieux refuse cette séparation.
Léon, désormais propriétaire d'une salle de cinéma, propose alors à sa sœur de l'aider. Il fait croire à Desgrieux que Manon a été victime d'un malaise et lui demande de venir. Desgrieux se précipite et se retrouve bientôt enfermé à double tour dans le bureau de Léon. Après un moment, Léon décide d'aller lui parler, lui expliquant qu'il n'avait jamais été qu'un boulet pour Manon et que cette séparation valait mieux pour eux deux. Apparemment rendu à la raison, Desgrieux profite pourtant d'un instant d'inattention de Léon pour l'étrangler avec le fil du téléphone.
Désormais meurtrier, il téléphone à Manon pour lui annoncer qu'il la quitte, partant pour Marseille. Alors qu'elle préparait ses bagages, la jeune femme, s'abandonnant à un élan amoureux, part pour la gare de Lyon et parvient à rejoindre Robert dans le train.
Fin du flash-back : retour dans la cabine du capitaine.
Ému par le récit de cet amour impossible, le capitaine se résout à laisser s'échapper le couple d'amants.
Ceux-ci débarquent donc clandestinement avec leurs compagnons d'infortune sur une plage discrète. Après une marche épuisante dans le désert, la petite troupe est attaquée par un groupe de Bédouins. Manon est blessée à mort. Desgrieux finit par l'enterrer dans le sable. Le mot fin apparaît, laissant la silhouette de Desgrieux, définitivement seul, allongé sur le corps de celle qu'il a aimée plus que la vie.

## Fiche technique
- Titre : Manon
- Réalisation : Henri-Georges Clouzot
- Scénario : Henri-Georges Clouzot et Jean Ferry, d'après le roman de l’Histoire du Chevalier des Grieux et de Manon Lescaut de l'abbé Prévost
- Décors : Max Douy
- Photographie : Armand Thirard
- Son : William Robert Sivel
- Musique : Paul Misraki et Etienne Lorin.
- Montage : Monique Kirsanoff
- Production : Paul-Edmond Decharme
- Société de production : Alcina
- Société de distribution : Les Films Corona
- Pays d'origine :  France
- Langue originale : français
- Format : Son mono - Noir et blanc - 35 mm  - 1,37:1
- Genre : drame
- Durée : 100 min
- Date de sortie : 4 mars 1949

## Distribution
- Cécile Aubry : Manon Lescaut, une belle fille totalement amorale
- Michel Auclair : Robert Desgrieux, un fils de famille devenu FFI, qui tombe amoureux fou de Manon
- Serge Reggiani : Léon Lescaut, le frère de Manon, qui fait du marché noir à Paris
- Gabrielle Dorziat : Madame Agnès, la tenancière de la maison close
- Andrex : le trafiquant marseillais
- Raymond Souplex : Monsieur Paul, un individu louche avec qui Léon s'est associé
- André Valmy : le lieutenant Besnard, le chef des maquisards
- Henri Vilbert : Mouscat, le commandant du navire
- Daniel Ivernel : Un soldat dans le train
- Héléna Manson : une commère normande
- Dora Doll : Juliette
- Simone Valère : Isé, la soubrette
- Gabrielle Fontan : La vendeuse à la toilette
- Michel Bouquet : le second
- François Joux : l'architecte
- Robert Dalban : Bernier, le steward du navire
- Jacques Dynam : un marin
- Jean Hébey : l’hôtelier
- Jean Témerson : le portier du 'Magic' (sous le nom de Témerson)
- Edmond Ardisson (sous le nom de Ardisson): Pascal, le second du navire
- Don Angel : le soldat qui danse avec Manon
- Charles Camus : le vieux monsieur
- Jean Despeaux : le boxeur
- Max Elloy : le garçon de restaurant
- Frédéric Mariotti : le timonier
- Wanda Ottoni
- Rosy Varte : une Normande
- Hubert de Lapparent : un employé du train (non crédité)
- Les acteurs yiddish du théâtre Lancry[1]

## Production

### Lieux de tournage
- Autour de l'église Notre-Dame de Vire[2] en Normandie. Les scènes d'intérieur dans les ruines de l'église ont été tournées dans un décor reconstitué au 1/10e par Max Douy aux studios La Victorine à Nice.
- La scène finale censée se derouler dans le désert de la Palestine mandataire, a été tourné dans un désert du Maroc. Des Grieux dans le désert, Clouzot voulait un décor bien précis, avec des ruines. Nous sommes donc allés repérer en Tunisie, mais nous n’avons pas eu les autorisations de filmer du Centre national tunisien à cause de l’histoire des Arabes attaquant les Israélites. Le producteur nous a envoyés en Algérie que nous avons parcourue de long en large sans rien trouver. Nous avons finalement tourné au Maroc[3].

## Récompenses et distinctions
- Lion d'or à la Mostra de Venise 1949.

## Accueil
Clouzot, qui aimait traiter le thème des "couples diaboliques", avait visé juste : son film occupa la 10e place du box-office français (où triomphait Jeanne d'Arc sur la plus haute marche) avec 3 412 167 spectateurs en salle françaises.